# Ice Cream Man
Ice Cream Man (br: O Sorveteiro) é um filme de comédia de terror produzido nos Estados Unidos em 1995, co-escrito David Dobkin e Sven Davison dirigido por Paul Norman sob o pseudónimo de Norman Apstein.
Paul Norman é um diretor de filmes pornográficos e o filme O Sorveteiro é o único filme de sua carreira como diretor que não foi direcionado ao público pornógrafo. O filme teve o patrocínio da marca Converse; é esta é a razão de tantos tênis All Star em evidência nas cenas do filme.

## Sinopse
Um sorveteiro com atitude e hábitos estranhos aparece em pacato bairro dos Estados Unidos e, a partir de então, misteriosos assassinatos passam a assolar a região. Quando um grupo de amigos decide investigar a vida secreta do sinistro sorveteiro, descobrem que aqueles sorvetes saborosos podem estar sendo produzidos com vísceras humanas.

## Elenco
- Clint Howard...Gregory Tudor
- Justin Isfeld...Johnny Spodak
- Anndi McAfee...Heather Langley
- JoJo Adams...Tuna Cassera
- Mikey LeBeau...Small Paul
- Olivia Hussey...Nurse Wharton
- David Naughton...Martin Cassera
- Jan-Michael Vincent...Detective Gifford
- David Warner...Reverend Langley